# Фальсификация истории в Азербайджане
Фальсификация истории в Азербайджане — оценочное определение, которым, по мнению ряда авторов, следует характеризовать исторические исследования, проводящиеся в Азербайджане при государственной поддержке. Целью этих исследований, по мнению критиков, является возвеличивание албанов в качестве предполагаемых предков азербайджанцев и историческое обоснование в территориальных спорах с Арменией. При этом ставится задача во-первых, укоренить азербайджанцев на территории Азербайджана, а во-вторых, очистить последнюю от армянского наследия. В наиболее резком и развёрнутом виде эти обвинения предъявляются специалистами из Армении, но о том же говорят, например, и российские историки Виктор Шнирельман, Анатолий Якобсон, Владимир Захаров,  Павел Башарин, Патимат Тахнаева, Шамиль Шихалиев, иранский историк Хасан Джавади, американские историки Филип Коль и Джордж Бурнутян.
По мнению исследовательницы Ширин Хантер, искажённое понимание многими азербайджанцами подлинного характера культурных, этнических и исторических связей между Ираном и Азербайджаном связано с наследием, доставшимся современной Азербайджанской Республике от «советской практики исторических фальсификаций» — к таким историческим мифам она относит, в частности, представление о существовании в древности единого азербайджанского государства, включавшего бо́льшую часть территории нынешнего северного Ирана, которое оказалось разделено на две части в результате российско-иранского сговора.

## Концепция «албанских хачдашей»
Одним из наиболее типичных и распространённых средневековых армянских памятников являются хачкары (арм. խաչքար, дословно «крест-камень») — каменные стелы с изображением креста и резьбой, использовавшиеся как надгробия и предметы поклонения. Хачкары в большом количестве остались на всех землях, где жили армяне. Поэтому важным проявлением «албанизации» армянского культурного наследия явилась теория, провозглашающая армянские хачкары Нагорного Карабаха, Нахичевани и (разделяющего их) армянского Сюника албанскими артефактами под именем «хачдаши» (с заменой армянского -кар, «камень», на азербайджанское -даш аналогичного значения). Согласно азербайджанскому историку архитектуры Давуду Ага-оглы Ахундову, албанские хачдаши отличаются от армянских тем, что они несут в своем декоре признаки сплава христианства с дохристианскими албанскими верованиями и содержат символы митраизма и зороастризма.
В 1985 году на всесоюзном археологическом конгрессе в Баку Давуд Ага-оглы Ахундов выступил с докладом, в котором высказал эти идеи, что спровоцировало скандал. Армянская делегация заявила о готовности покинуть конференцию, ленинградские учёные оценили доклад Ахундова как псевдонаучную политическую акцию. Американский археолог Филип Коль (англ. Philip L. Kohl) считает, что этот доклад был преднамеренной политической провокацией и преследовал цель создания заведомо ложного культурного мифа.
Как отмечали в дальнейшем российские и армянские критики, Ахундов попросту либо не знал, либо умышленно игнорировал хорошо известные особенности христианской иконографии, объявляя эти сюжеты митраистическими, а также просмотрел армянские надписи на изученных им «хачдашах». По выражению российского специалиста А. Л. Якобсона, «митраистский туман обволакивает почти все памятники, которых касаются авторы <Д. А. Ахундов с соавтором М. Д. Ахундовым>, не говоря уж об их обобщениях». Так, описывая джульфинские хачкары XVI—XVII вв., Ахундов усматривает в изображениях льва, быка и птицы «извечных спутников бога Митры», тогда как, по мнению специалистов, это — несомненные символы евангелистов.
Концепция «хачдашей» получила развитие в книге Ахундова «Архитектура древнего и раннесредневекового Азербайджана», рецензентами которой выступили академик Зия Буниятов, доктор исторических наук В. Г. Алиев и доктор искусствоведения, профессор Н. А Саркисов.
Эта теория ныне официально принята в азербайджанской науке и пропаганде. Так, председатель Агентства по авторским правам Азербайджана Кямран Иманов следующим образом обличает «армянскую традицию присвоения наших культурных ценностей»: Эти «учёные» в своё время выкрали практически все замечательные образцы нашего христианского прошлого — мемориалы, церкви, стелы, надгробья, наши хачдаши, объявленные «хачкарами».

## Обвинения в фальсификациях

### Обвинения в фальсификации источников
Согласно господствующей в азербайджанской историографии точке зрения, армяне появились в Закавказье только после 1828 года, когда эти территории отошли России (см. также Исторические миграции армянского населения). Тем не менее существует большое количество персидских, русских, арабских и других первоисточников, которые фиксируют значительное присутствие армян на территории Закавказья и, особенно, на территории Нагорного Карабаха. По мнению Джорджа Бурнутяна, наибольшее раздражение у азербайджанских историков вызывал тот факт, что и мусульманские первоисточники по Закавказью, проживавшие на территории нынешнего Азербайджана, такие как Аббас Кули Бакиханов, именем которого назван институт истории академии наук Азербайджана, и Мирза Адигезаль-бек, также четко отмечают сильное армянское присутствие в Карабахе до 1828 года. Для нейтрализации этого факта Буниятов с коллегами, пренебрегая академической добросовестностью, занялись переизданиями средневековых первоисточников, в которых сведения об армянах были удалены.
Храч Чилингарян с факультета азиатских и ближневосточных исследований Оксфордского университета считает, что современные азербайджанские авторы опускают упоминания об армянах, населявших Карабах до тюркского вторжения в регион, пытаясь представить армян как пришлый народ, проживающий на «древних азербайджанских землях». Профессор Калифорнийского университета Барлоу Тер-Мурдечиан также отмечает многочисленные искажения азербайджанскими историками исходных текстов историков Мирзы Джамала и Мирзы Адигозал-Бека.
В своем исследовании Джорж Бурнутян проанализировал пять различных хроник, написанных между 1840 и 1883 годами, авторства Мирзы Джамала Дживаншира, Мирзы Адигезаль-Бека, Мирзы Юсуфа Нерсесова, Ахмада Бека Джаваншира и Аббаса Кули Ага Бакиханова. Сверив новые редакции данных работ в Азербайджане с оригиналами манускриптов (либо с напечатанными в Баку до карабахского конфликта версиями), в некоторых из них он обнаружил случаи измемения либо удаления свидетельств исторического присутствия армян в Карабахе. Так, Бурнутян приводит примеры фальсификации азербайджанским историком Назимом Ахундовым в репринтном (по заявлению Ахундова) переиздании 1989 года книги Мирзы Джамаль Джеваншира Карабахского «Tarikh-e Qarabagh» (История Карабаха), в местах, где в рукописи идёт речь об армянских владениях Карабаха, слово «армянский» систематически опускается. По мнению Джорджа Бурнутяна, подобные действия означают, что без публикации факсимильной копии оригинала азербайджанские издания источников, касающихся Карабаха, недостоверны:

В архивах Азербайджана всё ещё хранятся много персидских рукописей о Карабахе, которые не подвергались критическому анализу. Часть этих источников уже издавалась в отредактированном азербайджанскими переводчиками виде, следует ожидать и другие переводы. К сожалению, если издание не включает гарантированную факсимильную копию оригинала, приведенные выше примеры тенденциозности позволяют подвергнуть сомнению перевод и счесть его непригодным для историков. Столь вопиющие фальсификации источников ставят под сомнение саму суть научной деятельности. Международное научное сообщество не должно допустить, чтобы подобные нарушения интеллектуальной честности смогли остаться незамеченными и без осуждения.
Историки Виллем Флор и Хасан Джавади отмечают публикацию Буниятовым неполного и ущербного перевода книги Бакиханова «Гюлистан-и Ирам». В переводе, опубликованном Буниятовым, отсутствуют некоторые фрагменты текста и не указаны ни сам факт их отсутствия, ни его причины; в частности, удалены упоминания территорий, заселённых армянами, что, по мнению Флора и Джавади, является фальсификацией истории.
Виктор Шнирельман также отмечает, что для азербайджанских историков во главе с Буниятовым «способом преуменьшить присутствие армян в древнем и средневековом Закавказье и умалить их роль является переиздание античных и средневековых источников с купюрами, с заменой термина „Армянское государство“ на „Албанское государство“ или с иными искажениями оригинальных текстов», факт переиздания с купюрами был отмечен также российским востоковедом И. М. Дьяконовым, армянским историком Мурадяном и американским профессором Бурнутяном.
Роберт Хьюсен в Историческом атласе Армении в специальном замечании предупреждает о многочисленных искажениях оригинальных текстов первоисточников, издаваемых в советском и постсоветском Азербайджане, редакция которых не содержит упоминаний об армянах, присутствующих в оригинальном произведении

.
Ш. В. Смбатян находит многочисленные искажения источников в работе Геюшева «Христианство в Кавказской Албании». Например, книга Я. А. Манандяна «Феодализм в древней Армении» у Геюшева приведена как «Феодализм в древней Албании», в названии статьи С. T. Еремяна «Моисей Каланкатуйский о посольстве албанского князя Вараз-Трдата к хазарскому хакану Алп Илитверу» вместо слов «албанского князя Вараз-Трдата» приведено «Албании», факты, описываемые со ссылками на «Историю страны Алуанк» Мовсеса Каганкатваци, в этом источнике отсутствуют. Армянский историк А. А. Демоян, анализируя фотографию исторического памятника из «Исторической географии Западного Азербайджана», приходит к выводу, что она была сфальсифицирована из одного из трёх знаменитых хачкаров Гошаванкского монастыря, сотворенных мастером Погосом в 1291 году[уточнить]. Гошаванкский хачкар считается одним из лучших образцов армянского хачкарного искусства XIII века.
- Оригинальное изображение (фото 2011) хачкара Гошаванкского монастыря
- Сфальсифицированное изображение хачкара Гошаванкского монастыря

Виктор Шнирельман также отмечает, что в Азербайджане фальсифицируются надписи на хачкарах. Филип Коль, Мара Козельски и Нахман Бен-Йегуда указывают на фальсификацию Мингечаурских надписей азербайджанским историком Мустафаевым, который пытался прочесть их по-азербайджански (тюркски).
О фальсификации истории Кавказа Т. М. Караевым, преимущественно в угоду исторической политике Азербайджанской Республики, пишут российские учёные Башарин П. В., Тахнаева П. И., Шихалиев Ш. Ш.
Армянский историк П. Мурадян, анализируя перевод З. Буниятовым «Армянской анонимной хроники» XVIII века, обнаруживает многочисленные искажения и «коррективы» оригинального текста. Так, например, упоминаемые армянские топонимы Буниятов заменил на тюркские, а в ряде местах академик и вовсе удалил слово «Армения» («войска осман напали на Армению» стало «земли, где обитали армяне».) Мурадян и другие историки отмечают ещё один пример фальсификации источника Буниятовым, в частности «Путешествие» XV века Иоганна Шильбергера
| Оригинальный текст Ганса Шильдбергера | Сфальсифицированный текст Ганса Шильдбергера |
| --- | --- |
| Я также провёл много времени в Армении. По смерти Тамерлана, попал я к сыну его, владевшему двумя королевствами в Армении. Этот сын, по имени Шах-Рох, имел обыкновение зимовать на большой равнине, именуемой Карабаг и отличающейся хорошими пастбищами. Её орошает река Кур, называемая Тигр, и возле берегов сей реки собирается самый лучший шёлк. Хотя эта равнина лежит в Армении, тем не менее она принадлежит язычникам, которым армянские селения принуждены платить дань. Армяне всегда обходились со мною хорошо, потому что я был немец, а они вообще очень расположены в пользу немцев (нимиц), как они нас называют. Они обучали меня своему языку и передали мне свой "Патер ностер". | Я провёл много времени в Армении. После смерти Тамерлана я попал к его сыну, владевшему двумя королевствами. Этот сын, по имени Шах-Рох, имел обыкновение зимовать на большой равнине, именуемой Карабаг, которая отличалась хорошими пастбищами. Её орошает река Кур, называемая также Тигр и возле берегов этой реки собирается самый лучший шёлк. |

В Азербайджане переиздавались книги средневековых источников с заменой термина «Армянское государство» на «Албанское государство». Мурадян указывает на подобное искажение в изданной 1989 году «Краткой истории страны Алуанк» армянского историка Есаи Гасан-Джалаляна.
| Оригинальный текст Есаи Гасан-Джалаляна | Сфальсифицированный текст Есаи Гасан-Джалаляна |
| --- | --- |
| собрав до 10000 отборных и вооружённых мужей, а с ними сонм священников и служителей наших, с великой пышностью и торжеством, считая армянское государство (զիշխանութիւն հայոց) вновь восстановленным, мы двинулись и через три дня остановились близ города Гянджи в местности Чолак. | собрав до 10000 отборных и вооружённых мужей, а с ними сонм священников и слушателей наших, с великой пышностью и торжеством, считая албанское государство восстановленным, мы двинулись и через три дня остановились близ города Гянджи в местности Чолак. |

### Обвинения в искажении цитат и ссылок
Критики находят у ряда азербайджанских историков примеры искажения цитат и приписывания ссылаемым источниками несуществующих утверждений, используемых для продвижения своих концепций. Так, А. А. Акопян, П. М. Мурадян, и К. Н. Юзбашян отмечают, что азербайджанский историк Ф. Мамедова в книге «Политическая история и историческая география Кавказской Албании» в подтверждение своей концепции армяно-албанской границы искажает цитату С. В. Юшкова, ссылается на книги, не содержащие такой информации (аналогичную ссылку авторы находят и в работе Буниятова). Мамедова, ссылаясь на Стефана Сюнийского, приписывает ему сообщение о наличии сюникского и арцахского языков, в то время как  в самом источнике говорится о диалектах армянского языка, обвиняет армянского историка Павстоса Бузанда в идеологической подготовке к антиперсидскому восстанию, при том что восстание произошло до написание работы Бюзандом цитируемой Мамедовой работы. Э. Пивазян приводит пример приписывания Мамедовой первоисточнику примечания переводчика.
Историки К. А. Мелик-Огаджанян и С. Т. Мелик-Бахшян также приводят примеры искажения цитат и ссылок на несуществующие утверждения у З. Буниятова. А. В. Мушегян обнаруживает ложные ссылки на авторитетных авторов у академика З. Буниятова. Ленинградский историк д. и. н. А. Якобсон, критикуя попытки азербайджанских историков записать Гандзасарский монастырь в памятник албанского (согласно Якобсону, таким образом и азербайджанского) зодчества, также находит примеры искажения цитат у азербайджанского историка Геюшева. Анализируя доклад Д. А. и М. Д. Ахундовых «Культовая символика и картина мира, запечатленная на храмах и стелах Кавказской Албании», Якобсон приходит к выводу, что определения, данные авторами, «фальшивы», а сам доклад «искажает смысловое и художественное содержание и происхождение армянского средневекового декоративного искусства».

## Государственная поддержка фальсификации истории
В. А. Шнирельман отмечает, что на издания с искажениями исходных текстов в Азербайджане существует прямой государственный заказ, призванный «очистить» историю от армян:

Другим способом преуменьшить присутствие армян в древнем и средневековом Закавказье и умалить их роль является переиздание античных и средневековых источников с купюрами, с заменой термина «Армянское государство» на «Албанское государство» или с иными искажениями оригинальных текстов. В 1960—1990-х гг. в Баку вышло немало таких переизданий первоисточников, чем активно занимался академик 3. М. Буниятов. В самые последние годы, описывая этнические процессы и их роль в истории Азербайджана, азербайджанские авторы порой вообще избегают обсуждать вопрос о появлении там азербайджанского языка и азербайджанцев, тем самым давая читателю понять, что они существовали там испокон веков.
Вряд ли азербайджанские историки делали всё это исключительно по своей воле; над ними довлел заказ партийно-правительственных структур Азербайджана.

Согласно Дж. Бурнутяну в Азербайджане по распоряжению правительства выходят пропагандистские «исторические» книги, в которых азербайджанские историки пытаются доказать, что армяне появились на Кавказе после 1828 года.
На торжественном заседании, посвящённом юбилею Нахичеванской АР (1999), тогдашний президент Азербайджана Гейдар Алиев прямо призывал историков «создавать обоснованные документы» и «доказывать принадлежность Азербайджану земель, где ныне расположена Армения». Таким образом, по мению Шнирельмана, азербайджанские власти давали прямое поручение историкам переписывания истории Закавказья.
Заместитель директора Центра Кавказских исследований МГИМО историк Владимир Захаров, комментируя слова Ильхама Алиева, что Армения создана на исконно азербайджанских землях, отмечает, что «исторические исследования в Азербайджане стоят на службе не науки, а политических амбиций лидеров», а азербайджанские историки занимаются обманом собственного народа.
Как отмечает Сергей Румянцев, администрация президента Азербайджана активно участвует в построении и пропаганде национальной азербайджанской идеологии, согласно которой армяне в древности не населяли Кавказ. В 2012 году президент Ильхам Алиев наградил ведущих азербайджанских историков, в ответном слове директор института истории Ягуб Махмудов сказал

Следуя вашему призыву, указаниям и рекомендациям, азербайджанские историки в настоящее время ведут информационную войну против армянских агрессоров. Все мы, в том числе и историки, которым сегодня вручают награды, — ваши солдаты. Следуя вашему призыву, мы вступили в открытую борьбу с теми, кто фальсифицирует нашу историю.
Де Баетс из Уэслианского университета отмечает, что в Азербайджане преследуют историков за «неправильную» трактовку исторических концепций. Так, в декабре 1994 года историк Мовсум Алиев был арестован за публикацию статьи «Ответ фальсификаторам истории».

## Встречные обвинения азербайджанских историков в искажении фактов истории Закавказья
В свою очередь азербайджанские политики и учёные считают, что некоторые историки других стран измышляют факты истории Закавказья. Так, в статье о Нагорном Карабахе Большой российской энциклопедии, по мнению азербайджанской стороны, были искажены исторические факты. Согласно пресс-секретарю Министерства иностранных дел Азербайджана Хазару Ибрагим, в статье приведены «неверные факты истории Азербайджана и Нагорно-Карабахского региона и в целом армяно-азербайджанского конфликта», «указано, что Нагорный Карабах был передан Азербайджану во время советской власти, и исторически является армянской территорией», «также написано, что азербайджанцы якобы уничтожали армян до и во время советской власти».
Министерство иностранных дел Азербайджана в связи с этим предъявило ноту послу России в Азербайджане Василию Истратову. Российские власти никак не отреагировали на ноту властей Азербайджана.
Пресс-секретарь Министерства иностранных дел Азербайджана Хазар Ибрагим заявил:
Там представлены вымышленные факты, которые не соответствуют истории и оскорбляют азербайджанский народ. Прежде всего мы настаиваем на изъятии тиража с тем, чтобы не создавался отрицательный имидж общественности Азербайджана, а также для того, чтобы российская общественность, читая эту книгу, получила представление на основании реальных фактов, а не инсинуаций, которые имели место в данном тираже.
Директор Института истории Национальной академии наук Азербайджана Ягуб Махмудов также считает, что историческое присутствие армян на территории Нагорного Карабаха есть «сильное искажение истории» и предлагает российским историкам помощь в представлении «исторической правды»:
Я знаком с этой статьёй, которая была вставлена в 31-й том 62-томной Большой российской энциклопедии. В ней очень сильно искажается история Нагорного Карабаха, говорится о том, что это древняя армянская земля, хотя на основании исторических документов известно, что переселение армян в Карабах началось в XIX веке, их переселяли из Османской империи и Ирана. Допущены и другие серьёзные искажения, одно из которых, к примеру, представление Нагорного Карабаха в качестве независимого государства.
<…>
Мы можем и готовы помочь российской стороне предоставить исторические данные, основанные на архивных материалах, которые представят историческую правду.
Махмудов также выступил против изданного совместно российскими и казахскими учёными атласа «Туран на старинных картах»

. По мнению директора Института истории АН Азербайджана, это издание — один из результатов деятельности армянских националистов, обеспокоенных огромными успехами Азербайджана на международной арене. Махмудов характеризует этот атлас как «немыслимый антинаучный, преднамеренный выпад против Азербайджана», в котором не нашлось места «могущественным государствам Азербайджана, имеющего 5000-летнюю историю государственности», в то время как карта, по мнению Махмудова, вымышленной и являющейся фальсификацией Великой Армении, представлена в атласе неоднократно
.
Заведующий отделом истории Карабаха Института истории Национальной академии наук Азербайджана (НАНА), доктор исторических наук, профессор Гасым Гаджиев обвиняет в фальсификации древней истории Закавказья русских, армянских и тех азербайджанских историков, которые «служа армянам и русским, также отказываются признавать тюркское происхождение азербайджанцев». Он отметил, что на территории Азербайджана ещё до создания древних государств Атропатена и Кавказская Албания существовали тюркские государства. Говоря о 26 племенах, согласно Страбону живущих на территории Кавказской Албании, Гаджиев отмечает, что в исторической литературе «начисто отрицалось тюркское происхождение таких племён, как саки, гутии, киммерийцы, гаргары. Отрицалось также тюркское происхождение самих албанцев».
На состоявшемся мероприятии на тему «Проблема Нагорного Карабаха — 20 лет: Причины и результаты поражений на первом этапе» экс-министр образования Азербайджана, профессор Фируддин Джалилов заявил:
Пора перестать вести историческую дискуссию с армянами на дилетантском уровне, и привлекать к исследованию армянской проблемы специалистов знающих историю и особенности этого народа. … Сразу отмечу, что нельзя называть их армянами, поскольку они сами себя называют хаями, хайским народом, язык которых делится на грабарский (балканский диалект) и сирийский. …Все рассуждения о том, что Армения древняя страна хаев сразу становятся беспочвенными и абстрактными, поскольку нет такой нации армяне, есть очень древняя историческая область Армина в Малой Азии, где проживали тюркоязычные народы…
<…>
Наша основная проблема и слабость, по моему мнению, кроется именно в незнании этих исторических азов, подтверждённых мировой наукой, но не афишируемой и замалчиваемой повсюду по причине геополитических интересов больших стран. По этим же политическим причинам, хаи, перекочевавшие и заселившие в средние века область Армину, сегодня тоже не афишируют своё настоящее самоназвание, хотя на своем языке продолжают называть себя хаями, а страну Хаястаном.
Азербайджанские архитекторы Д. А. и М. Д. Ахундовы считают, что обвинения российского историка и искусствоведа д. и. н. Анатолия Якобсона в том, что их работа о Гандзасарском монастыре (в которой они утверждали, что Гандзасар является «албанским» монастырём, а хачкары на самом деле являются «азербайджанскими» памятниками культуры), «искажает смысловое и художественное содержание и происхождение армянского средневекового декоративного искусства» неверны, а в работе Якобсона «невозможно найти хоть одно положение, которое соответствовало бы исторической реальности. Неясно только, имеем ли мы дело с умышленной фальсификацией истории или перед нами плоды непрофессионального творчества».
Старший научный сотрудник Института археологии и этнографии НАНА, доктор исторических наук Аббас Сеидов, комментируя обвинения в адрес Азербайджана по поводу уничтожения хачкаров в Джульфе, утверждает, что это сами армяне ведут «тотальную фальсификацию истории и культуры Азербайджана», и в этом им помогали в руководстве СССР и «учёные, подобные Пиотровскому» (М. Пиотровский — д. и. н., директор Эрмитажа; протестовал против уничтожения хачкаров).
Согласно директору Института истории АН Азербайджана Ягубу Махмудову, «перейти в наступление в информационной войне против армянских фальсификаторов» призывает «обладающий глубокими и всесторонними историческими знаниями» президент Азербайджана Ильхам Алиев. Махмудов отмечает, что намеченный Алиевым путь является единственным для «доведения исторической действительности до сведения мировой общественности».
Айдын Балаев в книге «Этноязыковые процессы в Азербайджане в XIX—XX веках» утверждает, что главным фальсификатором истории Азербайджана был основатель научной школы по древней истории Азербайджана, директор Института истории им. А. Бакыханова Азербайджанской академии наук

Играр Алиев:

Сомнительная слава основоположника данного «научного» направления в отечественной историографии по праву принадлежит Играру Алиеву. В течение более чем полувека именно он руководил «крестовым походом» против национальной памяти азербайджанцев. Следует признать, что за этот период он единолично добился в фальсификации этноязыковой истории азербайджанцев намного больших достижений, чем все вместе взятые антиазербайджанские центры за рубежом. Страдая патологической формой тюркофобии, И. Алиев, начиная с 40-х гг. XX в., в своих многочисленных трудах с упорством, достойным лучшего применения, проповедовал «идею», согласно которой ведущую роль в формировании азербайджанского народа сыграли ирано- и кавказоязычные племена и народности, населявшие древние Мидию и Атропатену, а также Кавказскую Албанию

В фальсификации исторических фактов азербайджанской истории обвиняется также Википедия. Директор Института Информационных Технологий НАНА Расим Алгулиев полагает, что «размещая искажённую информацию на страницах этой энциклопедии на разных языках, враги исламского мира ведут информационную войну».
7 декабря 2012 года в Президиуме НАНА состоялось совещание, на котором обсуждались различные сведения об истории Азербайджана, в том числе и публикации в Википедии, которые были расценены как фальсификация истории Азербайджана. Доктор наук Солмаз Товхиди отметила «важность создания в Институте кибернетики структуры для правильного использования и управления „Википедией“».

## Комментарии
1. ↑  В годы Карабахской войны монастырь был подвергнут преднамеренной бомбардировке азербайджанской дальнобойной артиллерией и военной авиацией. См. Отчёт лорда Хилтона о посещении Нагорного Карабаха Архивная копия от 30 сентября 2020 на Wayback Machine
2. ↑  В ноябре 2010 года искусство создания хачкаров с формулировкой «Символика и мастерство хачкаров, армянские каменные кресты» было внесено в репрезентативный список ЮНЕСКО по нематериальному культурному наследию человечества (См.:UNESCO: Armenian cross-stones art. Symbolism and craftsmanship of Khachkars Архивная копия от 5 ноября 2015 на Wayback Machine